# GMX
GMX（Global Mail Exchange）是德国的一个免费电子邮件服务，成立于1997年，是德国的一个上市公司United Internet的子公司，其姐妹公司包括1&1 Internet和Fasthosts网络。除了电子邮件地址之外，每个GMX帐户还包含一个邮件收集器，通讯簿，整理器和文件储存器。一个用户可以登记10个GMX个人电子邮件地址。

## 特点
- 无限的在线电子邮件存储。
- 2GB的附加文件存储。
- 文件共享功能。
- 病毒和垃圾邮件防护。
- “拖放”文件和电子邮件的能力
- 支持POP3、SMTP、IMAP协议。
- 支持Facebook帐户登陆。
- 邮箱后缀可选用.com、.us以及其它更多。